# Крутці (Палехський район)
Крутці (рос. Крутцы) — село в Палехському районі Івановської області Російської Федерації.
Населення становить 88 осіб. Входить до складу муніципального утворення Майдаковське сільське поселення.

## Історія
Від 2005 року входить до складу муніципального утворення Майдаковське сільське поселення.

## Населення
| 1859 | 1905 | 2010 |
| ---- | ---- | ---- |
| 567  | ↘399 | ↘88  |